# Чемпіонат світу з хокею із шайбою 2010 (дивізіон III)
Чемпіонат світу з хокею із шайбою 2010 (дивізіон III) — чемпіонат світу з хокею із шайбою, який проходив з 14 квітня по 18 квітня 2010 року у Люксембурзі та Вірменії.
Після завершення чемпіонату збірна Вірменії отримала дискваліфікацію те тахнічні поразки в усіх матчах 0:5, через участь дискваліфікованих гравців.

## Збірні

### Група А
| Збірні                     | Результати 2009 року                  |
| -------------------------- | ------------------------------------- |
| Люксембург                 | Господарі, 3-є місце у III Дивізіоні. |
| Греція                     | 4-е місце у III Дивізіоні.            |
| Ірландія                   | 5-е місце у III Дивізіоні.            |
| Об'єднані Арабські Емірати | Перша участь у чемпіонаті.            |

### Група В
| Збірні         | Результати 2009 року           |
| -------------- | ------------------------------ |
| ПАР            | 6-е місце Дивізіон II Група A. |
| Північна Корея | 6-е місце Дивізіон II Група B. |
| Вірменія       | Господарі, не брали участь.    |
| Монголія       | 6-е місце у III Дивізіоні.     |

## Група А

### Підсумкова таблиця та результати
| Збірна                     | М | В | ВО | ПО | П | Ш    | О | Ірландія | Греція | Люксембург | ОАЕ |
| -------------------------- | - | - | -- | -- | - | ---- | - | -------- | ------ | ---------- | --- |
| Ірландія                   | 3 | 3 | 0  | 0  | 0 | 17-7 | 9 |          | 3-1    | 6-4        | 8-2 |
| Греція                     | 3 | 2 | 0  | 0  | 1 | 10-5 | 6 | 1-3      |        | 2-1        | 7-1 |
| Люксембург                 | 3 | 1 | 0  | 0  | 2 | 8-10 | 3 | 4-6      | 1-2    |            | 3-2 |
| Об'єднані Арабські Емірати | 3 | 0 | 0  | 0  | 3 | 5-18 | 0 | 2-8      | 1-7    | 2-3        |     |

### Нагороди
Найкращі гравці, обрані дирекцією ІІХФ.
- Найкращий воротар:  Кевін Келлі
- Найкращий захисник:  Марк Моррісон
- Найкращий нападник:  Франсуа Шонс

## Група В

### Підсумкова таблиця та результати
| Збірна         | М | В | ВО | ПО | П | Ш     | О | Вірменія | Північна Корея | ПАР  | Монголія |
| -------------- | - | - | -- | -- | - | ----- | - | -------- | -------------- | ---- | -------- |
| Вірменія       | 3 | 3 | 0  | 0  | 0 | 31-8  | 9 |          | 7-6            | 9-2  | 15-0     |
| Північна Корея | 3 | 2 | 0  | 0  | 1 | 32-11 | 6 | 6-7      |                | 4-3  | 22-1     |
| ПАР            | 3 | 1 | 0  | 0  | 2 | 17-14 | 3 | 2-9      | 3-4            |      | 12-1     |
| Монголія       | 3 | 0 | 0  | 0  | 3 | 2-49  | 0 | 0-15     | 1-22           | 1-12 |          |

## Матч за третє місце
- ПАР —  Монголія 8 – 3 (3–1, 1–2, 4–0)

## Фінал
- Вірменія —  Північна Корея 2 – 5 (1–2, 1–2, 0–1)